# Comuna Uhrînkivți, Zalișciîkî
Uhrînkivți (în ucraineană Угриньківці) este o comună în raionul Zalișciîkî, regiunea Ternopil, Ucraina, formată din satele Berestok, Hartonivți și Uhrînkivți (reședința).

## Demografie
Componența lingvistică a comunei Uhrînkivți
     Ucraineană (100%)
Conform recensământului din 2001, toată populația comunei Uhrînkivți era vorbitoare de ucraineană (100%).